# 降井家書院
降井家書院（ふるいけしょいん）は、大阪府泉南郡熊取町にある古民家。江戸時代初期の建築と推定され、国の重要文化財に指定されている。個人所有物件のため、常時公開は行われておらず、年に1度のみ一般公開されている。
降井家に伝わる天保6年（1835年）に作成された屋舗図によると、降井家邸宅は、かつて2500坪余の敷地があり、書院、広間、台所、土蔵、厩舎、射場、馬場があった。書院は、江戸時代初期に建てられた、寄棟造、茅葺、数奇屋風を取り入れた書院造で、8畳の上段の間と12畳の次の間で構成され、西を除く3方に畳敷の入側、まわりに縁側が巡らされている。村の庄屋などを巡回する藩役人の接客という特別の機能があり、主屋とは別棟で構えられている。元は現在位置よりも少し南にあり、元・広間に接続していたが、明治末に主屋を一部改築したさいに現在位置に移動している。おおよそ建築時の状態をとどめ、江戸時代の熊取谷（現・熊取町）の大庄屋の生活を窺うことができる貴重な歴史的建造物であり、国の重要文化財に指定されている。

## 降井家略歴
戦国時代以前の和泉国（現・大阪府南部地域）における、農村に基盤を置く地侍に和泉36郷士があり、動乱が続く中で、それぞれの郷士は各自の領域内で勢力を保ちながら、それぞれが結びついいたと考えられている。熊取にも門村家、甲田家、降井家の3家の郷士が存在し、門村とは中家のことで、この中家からは、片桐氏へ仕えた者や徳川家康に仕え旗本になった根来盛重を輩出している。中家は熊取谷（現・熊取町）・五門に住み、その後代々岸和田藩の大庄屋を務める。また、降井家は降井太夫が織田信長の配下となり、毛利家の水軍と木津川口で戦い討死したが、中左近の次男が養子となり降井家を継いでいる。
降井家は同じ熊取谷にある中家と並び、この地域の豪族で、江戸時代に岸和田藩の郷士代官や七人庄屋をつとめ、代々岸和田藩の大庄屋として年貢徴収や年寄や組頭の決定など、熊取谷の村の行政全般を担っていた。貞享2年（1685年）には、岸和田藩の藩札発行の札元に任じられ、藩の経済にも貢献する家柄となっている。

### 七人庄屋
岸和田藩は村々の支配を円滑に進めるため、「七人庄屋」とよばれる藩領内の、村々に大きな影響力を持つ有力農民の庄屋の中から、経済的、政治的力のある七人を選出し、村々への触れの伝達や村々からの訴えを取りまとめるなどの利害の調整や行政的な役割を果たさせた。藩にとっては、村々を取り仕切る役人でありながら、村人の立場からすれば村の代表という両方の立場を合わせ持つ存在であった。七人庄屋の格式として、藩は武士の特権ともいえる苗字・帯刀、槍や脇差・帷子・登城する際の衣服として羽織袴・正装の裃などの、武士の持つ武具や着衣まで与えている。さらに藩主への拝謁や岸和田城内への登城時の座順が決められるなど、村役人の中でも別格に位置付けられていた。
七人庄屋のうち、熊取谷の降井家と中家の権威は、岸和田藩内においては大変重く、他とは別格の存在であり、「熊取両人」とも呼ばれる中世の武士的性格を強くもつ土豪と呼ばれる地元に暮らす武士と同等の存在であり、両家供に熊取谷の庄屋を歴任した。熊取谷の運営はこの「熊取両人」に任されており、その職務として、「岸和田郷会所」に詰めたり、他村庄屋の補佐をする附庄屋、また年貢の統括、熊取谷15ケ村の年寄や組頭の決定権、村人の騒動の調停・裁判権の権限も委ねられていた。熊取谷の大久保・朝代・成合・上高田・小谷・七山の1700石は降井家が、五門・紺屋・野田・小垣内・宮・大浦・下高田の1700石は中家が担当し、藩からの布達、村から藩への届けも全て「熊取両人」を通して行われていた。文政12年（1829年）から数年間、「熊取両人」2家が藩領全体を取りしきる大庄屋となったが、天保年間（1831年 - 1845年）には七人庄屋制度が再開し、廃藩置県により岸和田藩が解体される明治4年（1871年）まで続いた。

## 書院の詳細
書院の構造形式。
- 一重[注 3]、寄棟造。
- 茅葺、棟のみ本瓦葺。
- 桁行15.894 m、梁間8.209 m
- 北面に桁行5.976 m、梁間0.8 mの縁側の張り出しがあり、浅瓦葺の庇が付く。

元は現在位置よりも少し南にあり、元・広間に接続していたが、明治末に主屋を一部改築したさいに現在位置に移動させている。数奇屋風を取り入れた書院造で、8畳の上段の間、12畳の次の間、畳敷き入側、縁側で構成される。上段の間には、床の間、違い棚、書院があり、天井長押、内法（うちのり）長押が付き、次の間との境界に彫刻を施した欄間が付く。床の間、違い棚の壁面に、貼り付け絵があり、次の間との間仕切り襖や障子などが建築当初のものと認められている。次の間は、面皮柱が使われ、入側との間の鴨居上に竹格子の窓が設けている。濡れ縁を縁側に改変したことが認められるが、おおよそ建築当初の規模で残る。
現在、西側南寄りに主屋へ連続する渡り廊下（文化財指定外建物）が接続する。
建立以来の修理歴は明らかではないが、1955年（昭和30年）度に行われた尾根の葦葺替の際に文政13年（1830年）、1869年（明治2年）、1884年（明治17年）、1908年（明治41年）の屋根葺棟札が発見されている。
昭和52年の修理
- 修理期間：1977年（昭和52年）1月1日 - 1978年（昭和53年）3月31日。
- 総工費：37451098円

主な修理箇所
- 屋根の葺替 - トラック10台分の海ヨシ使用
- 壁画、襖の補修
- 北側地盤の緩み改善と建物の傾斜の改修
- 床の間北側の風呂と便所の切り離し

## 文化財

### 国の重要文化財
建造物
- 降井家書院 附 屋舗図 1帖 - 指定年月日：1952年（昭和27年）3月29日[7]。

1949年（昭和24年）4月13日に重要美術品に認定され、1952年に重要文化財に指定された。建立以来の修理の経歴は明らかではないが、おおよそ建築当初のままであり、江戸時代の豪族の生活の一端を窺うことができる書院造の歴史的建造物である。また附の屋舗図は、天保6年に作成されており、江戸時代の豪族邸の構えを詳細に知ることができる貴重な資料である。

### 熊取町指定文化財
天然記念物
- 降井家のくろがねもち 1本 - 指定年月日：1996年（平成8年）3月13日[8]。

延享2年（1745年）『先代考拠略』著・中盛彬に、降井家に「もちのき」が存在していたことが記され、個人所有で年代判明する樹木としては貴重である。

## 利用情報
- 民間所有の建築物のため、常時公開は行われておらず、毎年11月初旬土曜日、日曜日の午前中のみ、特別公開予定日となっている[8]。
- 駐車場なし

## 交通アクセス
- JR西日本・阪和線 熊取駅から約1キロ